# Viale d'autunno
Viale d'autunno è un brano musicale scritto da Giovanni D'Anzi, interpretato da Carla Boni e Flo Sandon's, vincitore del Festival di Sanremo 1953.
La canzone non avrà un'utilità particolare per Flo Sandon's, perché era già da tempo famosa per i duetti con il marito Natalino Otto, ma servirà al definitivo lancio di Carla Boni, cantante di Cinico Angelini dal 1952.
Si dice che questa canzone fu proposta a Nilla Pizzi, però le venne tolta per gelosia nei confronti dell'emergente Carla Boni. Le due sono passate alla storia come rivali, ma questo è stato più volte smentito dalle interessate.
I dischi contenenti il brano nelle due interpretazioni ottengono buoni riscontri di vendita, seppure inferiori a quelli di altri pezzi partecipanti alla rassegna, quali Vecchio scarpone e Papà Pacifico.